# Günther Blechschmidt
Günther Blechschmidt (* 13. Februar 1891 in Sohra; † 24. Juni 1971 in Oppach) war ein deutscher Maler und Grafiker.

## Leben und Werk
Blechschmidt studierte von 1919 bis 1923 in Dresden bei Georg Erler an der Kunstgewerbeschule und bei Max Feldbauer an der Akademie für bildenden Künste Malerei und Grafik. Von 1928 bis 1939 war er Lehrer für Zeichnen und Kunsterziehung in Chemnitz. Das Chemnitzer Adressbuch verzeichnete ihn 1935 als Lehrer und Maler mit Wohnsitz in Siegmar, das damals noch eine selbstständige Gemeinde war.
Blechschmidt unternahm Studienreisen nach Italien, Südfrankreich und Spanien. In der Zeit des Nationalsozialismus war er obligatorisch Mitglied der Reichskammer der bildenden Künste.
Blechschmidt nahm als Soldat der Wehrmacht am Zweiten Weltkrieg teil. Danach arbeitete er als freischaffender Künstler in Chemnitz und ab 1949 in Oppach. Er gehörte vor allem mit seinen Landschaftsbildern und Stillleben zu den namhaftesten Malern der Lausitz.
Bilder Blechschmidts wurden u. a. vom Kunstmuseum Basel, von der Stadt Dresden und dem Land Sachsen, dem Sächsischen Kunstverein, der Landesbank und dem Landesfinanzministerium angekauft. 

## Werke (Auswahl)

### Tafelbilder
- Ansicht der Dresdner Neustadt mit Augustusbrücke (76 × 110,5 cm, 1928)
- Schloss Pillnitz (Öl, 37 × 47 cm; Zuschreibung)[1]
- Spanischer Hafen (Öl; 1944 von Martin Bormann für 6000 RM auf der Großen Deutschen Kunstausstellung erworben)[2]
- Stillleben mit Amaryllis und Äpfeln (Öl, 80 × 70 cm)[3]
- Steinbrecher (Öl, 1952/1953)[4]
- In Vorbereitung (Öl)[5]

### Druckgrafik
- Herrenporträt im Profil (Radierung, 28,3 × 21,5 cm, 1922)[6]

### Architekturbezogene Werke
- Altarbemalung (Retabel der evangelischen Pfarrkirche Oppach, 1925)[7]
- Wandbild in der Grundschule Oppach

## Sicher belegte Teilnahme an Ausstellungen in der Zeit des Nationalsozialismus
- 1934: Dresden, Brühlsche Terrasse („Sächsische Kunstausstellung“)
- 1943: Dresden, Brühlsche Terrasse („Große Dresdner Kunstausstellung“)
- 1944: München, Große Deutsche Kunstausstellung